# Pépite de chocolat

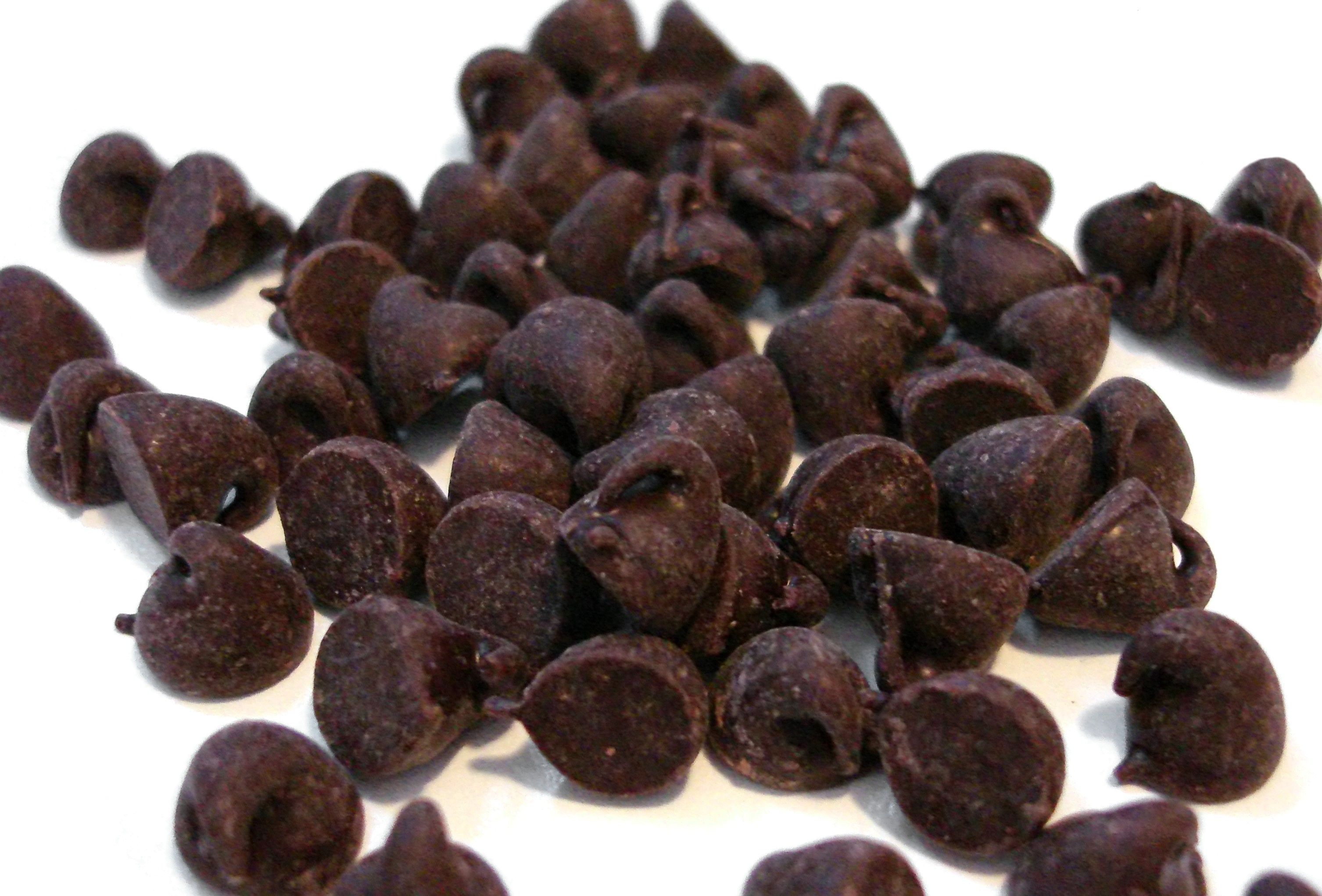
Pépites de chocolat.

Une pépite de chocolat est un petit morceau de chocolat. Les pépites sont vendues dans des tailles et goûts (blanc, noir, au lait...) très variées.

## Origine
Les pépites de chocolat sont essentielles dans la préparation des cookies, inventées en 1937 lorsque Ruth Graves Wakefield a ajouté des morceaux d'une barre de chocolat mi-sucré Nestlé à la recette du biscuit.

## Production
Nestlé, Hershey's ou encore Vahiné font partie des plus grands producteurs de pépites de chocolat.

## Fabrication et composition
Les pépites de chocolats peuvent être fabriquée de façon artisanale en cassant une tablette de chocolat ou en faisant fondre du chocolat afin de former des pépites grâce à une poche à douille. Les pépites de chocolats vendues toutes faites en commerces sont composées de chocolat mais également d'autre ingrédients comme du sucre du beurre de cacao et des émulsifiants.

## Liens
1. ↑  « Comment faire des pépites au chocolat ? », sur www.atelierduchocolat.fr (consulté le 12 octobre 2021)
2. ↑  « Pépites de chocolat noir | Vahiné », sur www.vahine.fr (consulté le 12 octobre 2021)